# Bulbophyllum mastersianum
Bulbophyllum mastersianum es una especie de orquídea epifita originaria del Sudeste de Asia.      

## Descripción
Es una  orquídea de tamaño pequeño, de crecimiento cálido con hábitos epífitas  con pseudobulbos agrupados, ovoides, oscuramente en ángulo que llevan una sola hoja, apical, erecta a suberecta, oblonga, subobtusa, atenuada a continuación, coriácea de hoja ancha. Florece en la primavera en una inflorescencia basal, de 30 cm de largo, curva o sub-erecta, con forma de una umbela de 6-10 flores al final. Necesita ser puesto en una cesta con una mezcla abierta, dándole sombra parcial, buen movimiento del aire y la humedad alta para florecer bien.

## Distribución y hábitat
Se encuentra en las Molucas y Borneo en los bosques de montaña en las elevaciones alrededor de 500 metros. 

## Taxonomía
Bulbophyllum mastersianum fue descrita por (Rolfe) J.J.Sm.    y publicado en Bulletin du Jardin Botanique de Buitenzorg, sér. 2, 8: 26. 1912.
Etimología
Bulbophyllum: nombre genérico que se refiere a la forma de las hojas que es bulbosa.
mastersianum: epíteto latino que significa "maestra".
Sinonimia
- Cirrhopetalum mastersianum Rolfe	[3][4]